# Imperatore del Giappone
Secondo la Costituzione del Giappone, l'Imperatore (天皇?, tennō, lett. "sovrano celeste") è il capo di stato e monarca formale del Giappone, simbolo dello stato e dell'unità del popolo: secondo la costituzione del 1947, l'imperatore è una figura simbolica e cerimoniale della monarchia parlamentare; dal 1979 (anno della deposizione di Mohammad Reza Pahlavi, Scià di Persia) il monarca giapponese è l'unico al mondo ad avere dignità imperiale; l'attuale sovrano è Naruhito, salito al trono del crisantemo il 1º maggio 2019 dopo l'abdicazione del padre, l'Imperatore Akihito.
Il ruolo dell'imperatore del Giappone ha sempre oscillato tra quello di un capo religioso di alto grado, con grandi poteri simbolici, e quello di monarca estremamente potente; è esistito un autentico culto imperiale (l'Arahitogami) che vedeva l'imperatore come entità sovrannaturale discendente da divinità millenarie; il termine tennō, sovrano celeste, che venne adottato per la prima volta nel VII secolo, era già in uso nel paese prima di tale adozione, e veniva usato per definire i Quattro Re Celesti (四天王?, Shitennō), i leggendari guardiani del mondo nella tradizione shintoista e buddhista.
Malgrado l'impero fosse stato fino ad allora una monarchia assoluta, a differenza dei regnanti occidentali, gli imperatori giapponesi erano considerati degli dei, pertanto nessuno osava opporsi alle loro "divine" gesta, ritenute perfette ed incontestabili; dalla seconda metà del diciannovesimo secolo, il palazzo imperiale è stato denominato prima "Kyūjō" (宮城), poi "Kōkyo" (皇居), ed era situato nell'antico sito del castello di Edo (江戸城) nel cuore di Tokyo; i precedenti imperatori hanno risieduto a Kyoto per quasi undici secoli.
Tuttavia, la dinastia imperiale del Clan Yamato, ininterrotta da 2600 anni, fu spesso affiancata dagli shōgun, potenti governanti e ufficiali dell'esercito dotati di poteri assoluti de facto. La decadenza del potere della famiglia imperiale iniziò con l'ambizione di Minamoto no Yoritomo, fondando nel 1192 il primo bakufu, ma fu Tokugawa Ieyasu a portarla a termine, creando nel 1603 uno Stato feudale arretrato e isolato dal resto del mondo che i suoi discendenti dominarono per due secoli e mezzo, fino alla restaurazione del 1868, quando il Giappone si aprì alla politica e all'economia internazionale.

## Storia
Nonostante l'imperatore sia sempre stato un simbolo della continuità con il passato, il grado di potere che ha esercitato è variato considerevolmente durante la storia del Giappone.

### Origine
La leggenda che accompagna la nascita dello stato giapponese vuole che il capostipite della dinastia imperiale, il primo sovrano Jinmu, fosse un pronipote della Grande Dea del Sole Amaterasu (天照大御神?, Amaterasu-ō-mi-kami, letteralmente "Grande dea che splende nei cieli"), una delle principali divinità shintoiste (Kami). In base a questa tradizione, i sovrani giapponesi sono sempre stati considerati discendenti diretti degli dei.
Le notizie riguardanti i più antichi imperatori di cui si abbia testimonianza nei libri Kojiki e Nihonshoki, sono considerate oggi storicamente non attendibili. Il primo monarca che è stato generalmente accettato dagli storici come effettivamente esistito fu l'imperatore Ōjin. I due antichi testi, redatti all'inizio dell'VIII secolo, affermano che la famiglia imperiale ha mantenuto una discendenza continua, anche se molti storici credono oggi che molti degli antichi imperatori descritti come discendenti di Ojin non avessero in realtà alcun collegamento genealogico con il loro predecessore. Tuttavia, la genealogia che inizia con l'imperatore Keitai, che salì al trono nel 507, può essere considerata realistica; ciò significa che la dinastia è continuata almeno per 1 500 anni.

### Consolidamento della dinastia
L'attuale titolo imperiale di "sovrano celeste" (天皇?, tennō), secondo buona parte della storiografia, fu introdotto per il regno dell'imperatore Tenmu (672-686). Fino ad allora i sovrani avevano regnato con il titolo di "grande re che governa tutto quanto sta sotto il cielo" (治天下大王?, Sumeramikoto o Amenoshita Shiroshimesu Ōkimi), oppure anche "grande re di Yamato" (ヤマト大王/大君).
I clan dell'antica provincia di Yamato, che corrisponde all'attuale prefettura di Nara, costituirono il regno che, nel periodo Kofun (250-538), si espanse conquistando buona parte dei territori delle isole di Honshū, Kyūshū e Shikoku. Altre aree dell'odierno Giappone, popolate principalmente da tribù indigene come Emishi, Hayato e Kumaso, si trovavano al di fuori dei confini del regno di Yamato. A seguito di tali conquiste, ai sovrani di Yamato fu riconosciuto il titolo di "grande re" (大王?, Ōkimi) di Yamato. Fu solo a partire dal VII secolo che il "grande regno" venne chiamato impero, ed il titolo di imperatore fu esteso a tutti i sovrani precedenti della dinastia.
Il V secolo fu anche interessato da avvenimenti epocali, come le immigrazioni di massa, che favorirono la formazione del popolo giapponese. In quel periodo furono inoltre intensificati gli scambi commerciali con la Cina e la Corea, dalle quali arrivarono grandi novità in campo educativo, con l'introduzione del sistema di scrittura cinese, in quello religioso, con l'avvento del buddhismo ed in quello tecnologico.
Secondo alcuni storiografi, la prima dinastia dei sovrani di Yamato ebbe termine con l'imperatore Buretsu, che morì nel 507 senza avere avuto figli. L'aristocrazia scelse come nuovo sovrano Keitai che, pur avendo tra i suoi antenati l'imperatore Ōjin, prima di accedere al trono del Crisantemo era diventato sovrano del regno di Koshi e fu quindi considerato il capostipite della nuova dinastia. Alla metà del VI secolo, le antiche famiglie regnanti si erano congiunte genealogicamente con la nascita di Kinmei e di suo figlio, dai quali si è generata l'attuale linea di discendenza imperiale.
Alcune date e alcuni dettagli sono al centro di una disputa tra gli storici giapponesi. Molti degli imperatori presenti nella lista tradizionale degli imperatori del Giappone morirono giovanissimi, senza aver effettivamente governato il paese. Altri furono manovrati dai loro predecessori, che si ritiravano spesso in monastero ma continuavano ad esercitare la loro influenza in un processo chiamato "governo del chiostro".

### I clan
Ci sono stati sei clan di origine non-imperiale che hanno controllato gli imperatori giapponesi: i Soga (circa 530-645), i Fujiwara (645-1070), i Taira (per un periodo relativamente breve), i Minamoto (e il bakufu Kamakura) (1192-1331), gli Ashikaga (1336-1565) e i Tokugawa (1603-1867). Durante i periodi di influenza delle famiglie Minamoto, Ashigaka e Tokugawa, ogni shogun doveva essere riconosciuto ufficialmente dagli imperatori, e rimanere "formalmente" al comando del potere militare, senza poter imporre la propria volontà in campo politico.

### Dispute
L'affermazione del ceto dei samurai, a partire dal decimo secolo, indebolì gradualmente il potere della famiglia imperiale, portando un periodo di instabilità. Gli imperatori del chiostro entravano spesso in conflitto con quelli regnanti; un notevole esempio è la ribellione di Hōgen del 1156, in cui l'ex imperatore Sutoku tentò di prendere il potere dall'imperatore Go-Shirakawa, allora regnante, ed entrambi poterono contare sull'appoggio di diversi clan di samurai. Altri esempi, come la ribellione dell'imperatore Go-Toba contro lo shogunato Kamakura, e la restaurazione Kemmu durante il periodo dell'imperatore Go-Daigo, dimostrano la grande lotta di potere tra la dinastia imperiale e il governo militare del Giappone.

#### Periodo Nanbokucho
La conseguenza della restaurazione Kemmu fu il Periodo Nanbokucho (南北朝時代?, Nanbokuchō jidai), detto anche Periodo delle Corti del Nord e del Sud, che va dal 1336 al 1392 e che vide l'esistenza e la contrapposizione tra due contemporanei imperatori agli inizi dello shogunato Ashikaga. La Corte del Nord fu insediata dallo shogun Ashikaga Takauji a Kyōto, mentre la Corte del Sud fu fondata dall'imperatore Go-Daigo che aveva trovato rifugio a Yoshino presso Nara.
Le due corti si contesero aspramente il prestigio e il diritto di governare fino alla sconfitta del Sud nel 1392 e la riunificazione. Furono entrambe guidate da un monarca di sangue imperiale non interrompendo così la millenaria tradizione. Nonostante la sconfitta subita, gli imperatori della dinastia del Sud sono considerati dagli storici, a partire dal XIX secolo, i monarchi legittimi del Giappone in quanto furono sempre in possesso delle insegne imperiali. Gli imperatori del Nord vengono generalmente annoverati nelle genealogie come "pretendenti" al trono.

### Questioni territoriali
Fino a pochi secoli fa, il territorio del Giappone non comprendeva alcune regioni remote che fanno parte dell'attuale territorio. Il nome Nihon venne coniato solo nel VII secolo. Buona parte dell'unificazione del paese avvenne durante il periodo di reggenza che il principe Shotoku svolse per conto della zia, l'imperatrice Suiko. L'imperatore era considerato un'incarnazione riverita dell'armonia divina piuttosto che il capo dell'amministrazione del governo.
In Giappone è stato facile per ambiziosi signori locali esercitare il potere effettivo, se questo non era in contrasto con la posizione dell'imperatore. L'odierno governo parlamentare rappresenta la continuazione di questa tendenza, così come è accaduto in passato nel rapporto della casa imperiale con gli shogun, i reggenti, i signori della guerra, i guardiani, ecc.
Storicamente, il titolo di tennō in giapponese non ha mai comportato effettive acquisizioni territoriali, al contrario di quanto succedeva per i sovrani europei. La posizione di imperatore è un fenomeno indipendente dal fattore territoriale; l'imperatore è stato tale anche quando ha avuto effettivo controllo su una sola provincia (come accadeva talvolta con le corti settentrionali e meridionali).

### Gli Shogun
A partire dagli ultimi anni del XII secolo fino al 1867, il potere effettivo era nelle mani degli shōgun, che ricevevano in teoria la loro autorità dall'imperatore. Quando gli esploratori portoghesi ebbero i primi contatti con il Giappone (nel cosiddetto periodo Nanban), paragonarono il rapporto fra imperatore e shogun a quello tra Papa (figura spirituale, con poco potere temporale) e re (figura temporale con grande potere politico), sebbene questo paragone non sia pertinente, in quanto, come l'imperatore, il papa ha esercitato il potere temporale e politico con diverse intensità nella storia.

### Il Rinnovamento Meiji
Il rinnovamento Meiji fu una sorta di rivoluzione che si compì con l'avvento al potere di Satsuma e Chōshū e con la caduta dello Shogunato Tokugawa. Il padre dell'imperatore Mutsushito, l'imperatore Kōmei, vide aumentare il proprio potere ai danni dello shogun dopo che la nave del Commodoro Matthew C. Perry ebbe visitato la città di Edo, l'odierna Tokyo. Nella seconda metà del 1800, le dinamiche tra la corte imperiale e lo Shogunato cambiarono radicalmente.
Komei riuscì ad affermarsi contro lo Shogunato proprio perché quest'ultimo non era riuscito ad espellere gli intrusi, suscitando le ire dei nobili e dello stesso imperatore. I clan contrari allo shogun e i rōnin, i samurai decaduti, si unirono nello slogan "sonno, joi", ossia "rispetto per l'imperatore, espellete i barbari". Satsuma e Chōshū approfittarono di questi disordini per attaccare le forze di Tokugawa, ottenendo un'importante vittoria militare nei dintorni di Kyoto. Nel 1868 fu dichiarata la "restaurazione imperiale", e lo Shogunato fu spogliato di tutti i suoi poteri. Il sovrano e la sua famiglia ripresero il ruolo di effettiva guida politica del paese che avevano perso da 1.300 anni. Gli anni successivi avrebbero visto importanti disordini, tumulti e sporadiche ribellioni.

### L'Imperatore e l'esercito
Fino al 1946 i monarchi giapponesi sono sempre stati formalmente i comandanti dell'esercito e della marina, ma nella pratica non agivano come tali.

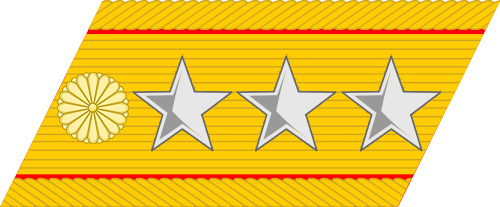
Il colletto della divisa dell'imperatore come capo supremo dell'Esercito imperiale giapponese. Si può notare il mon del crisantemo.
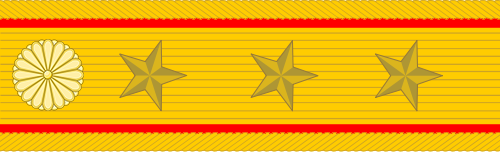
La spallina della divisa dell'imperatore come capo supremo dell'Esercito imperiale giapponese. Anche qui si può notare il mon del crisantemo.
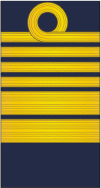
Il paramano della divisa dell'imperatore come capo supremo della Marina imperiale giapponese. Al posto del crisantemo è presente una barra in più rispetto al diretto subordinato.

### La dichiarazione della natura umana dell'imperatore
Con la sconfitta del Giappone nella seconda guerra mondiale, il paese andò incontro ad una serie di grandi mutamenti. L'occupazione delle truppe americane, comandate dal generale Douglas MacArthur, costrinse i giapponesi a perdere gran parte del senso di superiorità derivante dall'essere un popolo discendente dagli dèi.
L'imperatore Hirohito fu l'ultimo vero sovrano del Giappone ad essere ufficialmente considerato di origine o natura divina. Nel gennaio del 1946, pronunciò via radio alla nazione il Tennō no ningen sengen (天皇の人間宣言? lett. "Dichiarazione della natura umana dell'imperatore"), con cui dichiarava formalmente di non essere di natura divina, negando di conseguenza la superiorità dei giapponesi nei confronti delle altre nazioni del mondo.

### Concessione di una Costituzione moderna
Nello stesso anno della dichiarazione della propria natura umana, Hirohito dovette sottomettersi ai voleri degli Alleati anche per quanto riguarda la nuova Costituzione del Giappone. Questa fu stilata in base alle richieste dei capi di governo vincitori, Winston Churchill, Harry Truman e Iosif Stalin, espresse nella dichiarazione di Potsdam del 1945.
Fu promulgata nel novembre del 1946 ed entrò in vigore il 3 maggio 1947. Per effetto della nuova costituzione, l'imperatore perse gran parte dei privilegi che gli garantiva la precedente costituzione Meiji, con la quale il potere dei rappresentanti del popolo era effettivamente subordinato ai voleri del sovrano, quindi era solo una costituzione di facciata.

## Il ruolo attuale dell'imperatore
(Fosco Maraini)

Lo stendardo imperiale con al centro il crisantemo, simbolo della famiglia imperiale.

Il ruolo dell'Imperatore è definito nel Capitolo I della Costituzione del Giappone del 1947. L'articolo 1 definisce l'Imperatore come il simbolo dello stato e dell'unità del suo popolo; l'articolo 3 richiede l'assenso del Gabinetto per tutti gli atti dell'Imperatore nelle questioni di stato; l'articolo 4 afferma specificatamente che l'Imperatore non deve avere poteri relativi al governo; l'articolo 6 dà all'Imperatore il potere di nominare il primo ministro ed il giudice-capo della Corte suprema, secondo la volontà, rispettivamente, della Dieta e del Gabinetto; l'articolo 7 dà all'Imperatore il potere di svolgere varie funzioni ministeriali tipiche per un capo di Stato, soggette alla proposta e all'approvazione del Gabinetto. Diversamente da altri sovrani costituzionali, l'Imperatore del Giappone non ha i poteri generalmente affidati ai capi di Stato (ad esempio il potere di veto).
In una monarchia tradizionale, il potere politico emana dal sovrano monarchico, la cui prerogativa reale è poi esercitata da un legislatore eletto, secondo quanto stabilito dalla convenzioni costituzionali. Tuttavia, quando non esiste una prerogativa reale, la sovranità emana dal popolo così come è stabilito dalla Costituzione del Giappone. Nonostante ciò, l'Imperatore svolge tutte le funzioni diplomatiche normalmente riservate ai capi di Stato e come tale è riconosciuto dagli altri stati.

## Il nome dell'Imperatore
La denominazione degli imperatori è sempre stata problematica, a causa delle differenze linguistiche e culturali tra Giappone e mondo occidentale. Mentre i giapponesi usano "{nome} tennō" (per gli imperatori passati) o "Kinjō Heika" (今上陛下) per l'imperatore attuale, gli studiosi anglofoni hanno usato numerose varianti, come "imperatore {nome}" e, meno comunemente, "{nome} tenno". Ciò che spesso non viene compreso, tuttavia è che gli imperatori sono nominati "{nome} tennō" a posteriori, e quindi la parola "tennō" è parte integrante del loro nome. Questo è particolarmente frainteso per gli imperatori da Meiji in poi, da quando la convenzione è di nominare a posteriori gli imperatori con lo stesso nome dell'era in cui regnarono, dal momento che il regno di un imperatore poteva contenere una successione di brevi ere. Termini come "Imperatore Meiji" sono quindi comprese in inglese (e in italiano) con il significato di "il periodo dell'Imperatore Meiji", che non è sempre compreso in giapponese.
In inglese, il termine mikado (御門 o 帝 o みかど) (precedente), che significa letteralmente "la porta", era usato per riferirsi all'Imperatore del Giappone; questo uso è ormai obsoleto. In giapponese, gli imperatori del Giappone, ma non quelli di altri paesi, sono conosciuti come tennō (天皇). Letteralmente, la parola tennō include i caratteri di "regnante" e "paradiso", ma ciò non è un segno di divinità; l'uso di ten (天, "paradiso") nella parola giapponese è l'adozione del concetto cinese del Mandato del cielo, che significava che l'imperatore era nominato nei cieli per bilanciare gli affari politici e quelli religiosi del suo regno.
Ci sono due parole giapponesi equivalenti alla parola italiana "imperatore": tennō (天皇) è usata specificatamente per riferirsi all'imperatore del Giappone, kōtei (皇帝, il titolo usato per l'imperatore cinese) è usato per riferirsi a imperatori stranieri. Sumeramikoto (letteralmente "Re del cielo oltre le nuvole") era usato nell'antica lingua giapponese.
Secondo la tradizione giapponese, è scortese chiamare una persona di rango imperiale con il suo nome proprio. Questa convenzione non è quasi più seguita, ma è ancora osservata per la famiglia imperiale. La parola Tenno (imina) diventa il prefisso del nome dell'imperatore dopo la sua morte, ma non di quello regnante. I passati imperatori sono anche chiamati con il nome postumo come imperatore Jimmu, imperatore Kammu e Meiji. Dal periodo Meiji, i nomi delle ere giapponesi sono usati anche come nomi postumi. Ci si riferisce all'imperatore regnante con l'appellativo di Tennō Heika (天皇陛下, letteralmente "sua maestà l'imperatore") o solennemente con quello di Kinjō Heika (今上陛下). D'altro canto, nelle conversazioni ordinarie si usa l'appellativo di Heika, Okami o To-gin san ('To-gin' è un'espressione informale per Kinjō). L'imperatore regnante non viene chiamato con il nome dell'era corrente, che diventerà il suo nome postumo.
Oggi però questa usanza tende a essere seguita meno rigidamente, come descritto nell'esempio qui sotto. In italiano, gli imperatori recenti sono chiamati con il loro nome personale secondo le convenzioni occidentali. Come spiegato sopra, in giapponese questo può suonare offensivo e, in qualche misura, blasfemo.
Ad esempio, il precedente imperatore è chiamato solitamente Hirohito in italiano, ma dopo la sua morte fu denominato Shōwa Tennō ed in giapponese ci si riferisce a lui solo con questo appellativo. Tuttavia, durante il suo regno, non vennero mai usati gli appellativi Hirohito o Shōwa Tennō in giapponese. Piuttosto, veniva usato semplicemente l'appellativo di Tennō Heika (ossia "sua maestà l'imperatore").

### Origine del titolo
L'Imperatore del Giappone veniva anche chiamato ヤマト大王/大君 (Yamato Ōkimi, Grande Re di Yamato), 倭王/倭国王 (waō/wakokuō, Re di Wa, usato fuori dal Giappone), o 治天下大王 (''amenoshita shiroshimesu ōkimi o sumera no mikoto'', Grande Re che governa su tutto ciò che è sotto il cielo, usato in Giappone), come risulta dalle fonti cinesi e giapponesi riguardanti i periodi precedenti al VII secolo. Il documento più antico che riporta la parola "tennō" è una tavoletta di legno, mokkan, ritrovata a Asuka nel 1998 e risalente al regno dell'imperatore Tenji e dell'imperatrice Jitō.

## Il matrimonio

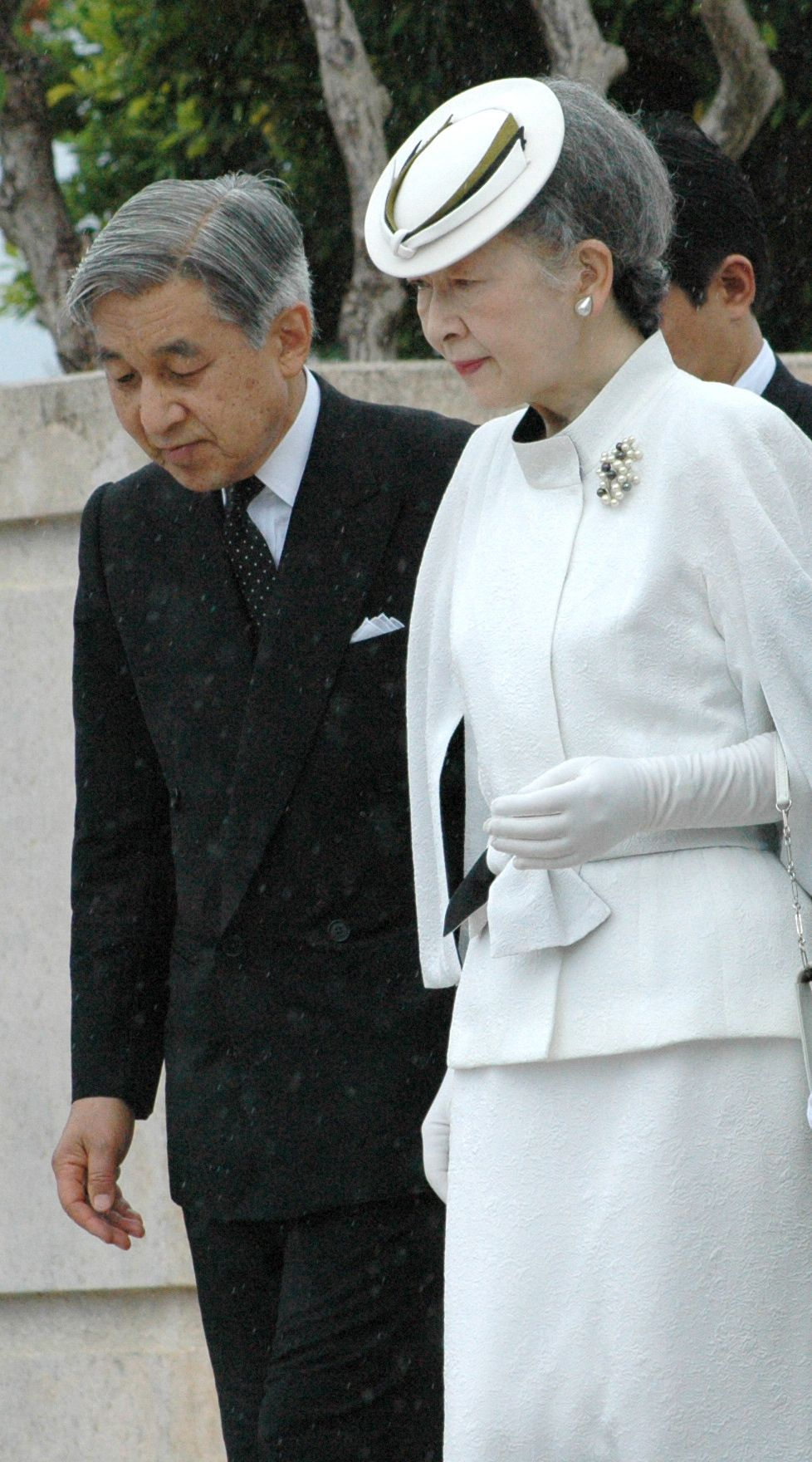
L'imperatore emerito Akihito e l'imperatrice emerita Michiko del Giappone (2005)

Nel corso della storia, contrariamente a qualsiasi pratica che non riconoscesse alcuna moglie ufficiale e permettesse il mantenimento di numerose concubine (harem), gli imperatori e i nobili giapponesi hanno sempre riconosciuto una moglie principale.
I sovrani maschi della dinastia imperiale giapponese hanno praticato ufficialmente la poliginia fino alla fine del periodo Taishō (1912-1926). Oltre all'imperatrice consorte, l'imperatore poteva prendere, e quasi sempre lo ha fatto, altre mogli di grado inferiore e diverse "concubine" di vari gradi gerarchici. Anche agli altri membri della dinastia era permesso avere delle concubine. Dopo una decisione decretata dall'imperatore Ichijō, alcuni imperatori hanno avuto anche due imperatrici consorti contemporaneamente (kogo e chugu sono i due distinti titoli usati in questo caso). Grazie alla poliginia, la famiglia imperiale fu in grado di dar vita a diverse progenie; i figli delle consorti secondarie erano solitamente riconosciuti come principi imperiali e avevano diritto al trono se l'imperatrice consorte non riusciva a dar alla luce un erede.
Delle otto donne tennō (imperatrici regnanti) del Giappone, nessuna si sposò o ebbe un figlio dopo l'ascesa al trono. Alcune di loro, essendo vedove, avevano avuto un figlio prima di salire al trono. Nella successione, i figli delle imperatrici erano preferiti ai figli delle concubine.
La più antica tradizione riguardante i matrimoni ufficiali all'interno della dinastia imperiale fu quella dei matrimoni tra membri della dinastia stessa, anche tra fratelli di sangue o tra zio e nipote. Questo tipo di matrimonio era necessario per preservare il sangue imperiale o era incoraggiato come simbolo di riconciliazione tra due rami della famiglia imperiale. Le figlie degli altri membri della famiglia che non fossero di rango imperiale, rimanevano concubine, almeno fino al regno dell'imperatore Shōmu, durante il quale si registrò per la prima volta l'elevazione di una concubina al rango di moglie ufficiale.
I sovrani giapponesi, così come molti altri, sigillavano alleanze con signori potenti o altri monarchi con un matrimonio. In Giappone tali matrimoni divennero elementi propri della tradizione imperiale, e si ripeterono anche con le discendenti di tali nobili o monarchi, benché il motivo originale di mantenere l'alleanza avesse perso il suo vero significato. È successo spesso che l'imperatore si trovasse sotto l'influenza del suocero che non faceva parte della famiglia imperiale.
A partire dal VII e VIII secolo, gli imperatori presero come mogli le donne del clan Fujiwara. Questa pratica era giustificata dalla tradizione che voleva l'unione degli eredi di due divinità dello shintoismo (Kami?, 神), gli imperatori, discendenti dalla dea del sole Amaterasu e una donna del clan Fujiwara, il cui progenitore fu uno dei Kami che aiutarono Amaterasu. I Fujiwara erano una famiglia appartenente alla nobiltà, per cui il loro Kami era meno importante di Amaterasu. Generare un erede al trono, diretto discendente dei due dei, era ritenuto auspicabile e ciò portava vantaggi ai potenti Fujiwara, che ottennero dunque il diritto di essere la famiglia su cui cadeva la prima scelta nella ricerca della moglie dell'imperatore.
Tale tradizione era nata dopo che, nel 645, il futuro imperatore Tenji ed il capostipite del clan Fujiwara, Nakatomi no Kamatari, organizzarono il complotto che pose fine al dominio del clan Soga, i cui capi erano diventati i "grandi ministri" (大臣?, Ōomi) che avevano preso il controllo della politica del paese. Tenji concesse il nuovo nome Fujiwara a Kamatari ed il titolo di Ason, che sostituì quello di Ōomi. I Fujiwara divennero così gli incontrastati detentori del potere politico a corte, ebbero accesso alla carica di reggenti (摂政 e 関白?, Sesshō e Kampaku) e rafforzarono la loro posizione con i matrimoni tra le loro figlie e gli imperatori. I Fujiwara rimasero al potere fino all'avvento degli Shogun, verso la fine del XII secolo, ma continuarono a far sposare le loro figlie agli imperatori anche nei secoli successivi.
Precedentemente, gli imperatori avevano sposato donne appartenenti al clan Soga, i cui capi promossero l'avvento del buddhismo in Giappone e furono i primi nella storia del paese ad influire sulle scelte e perfino sulle nomine degli imperatori stessi. L'ascesa dei Soga coincise con la fine dell'antichità e l'avvento dell'era classica, che iniziò con il periodo Asuka (538-710). Nel breve periodo in cui furono al potere e legarono il loro sangue a quello della casa imperiale, dal 536 al 645, il paese visse uno dei momenti più fiorenti della sua storia, con l'introduzione di grandi novità in ogni campo della vita sociale e di corte.
Dopo un paio di secoli, gli imperatori non poterono più prendere moglie al di fuori da queste famiglie, anche se non c'erano più le esigenze (potere, ricchezza, alleanze) che avevano stabilito questa pratica. Solo raramente un principe, la cui madre non discendesse da dette famiglie, poté salire al trono. Le necessità e gli espedienti originali erano diventati una stretta tradizione che non badava alle necessità e agli espedienti correnti, ma si limitava a dettare che le figlie di una ristretta cerchia di famiglie potevano essere scelti come mogli, solo perché succedeva così da secoli. La tradizione si era fatta più potente della legge.
Le donne Fujiwara furono spesso imperatrici consorti, le concubine provenivano da famiglie di minor rango. Negli ultimi mille anni, i figli dell'imperatore maschio avuti con una donna Fujiwara sono stati preferiti nella successione.
Tra il VII ed il XIX secolo, i cinque rami del clan Fujiwara, le famiglie Ichijo, Kujo, Nijo, Konoe e Takatsukasa, contribuirono con un numero di imperatrici consorti maggiore di quelle dello stesso clan imperiale. Le figlie Fujiwara furono quindi imperatrici consorti e madri di imperatori.
La provenienza delle mogli e delle spose imperiali dell'imperatore e dell'erede al trono, fu regolata con legge imperiale nell'era Meiji nel 1889, che stabiliva che le figlie dei Sekke (i cinque rami principali dei Fujiwara superiori) e le figlie del clan imperiale erano le uniche che potevano essere accettate come spose.
Dal momento che la legge fu abolita nel secondo dopoguerra, l'imperatore emerito Akihito è divenuto il primo principe da oltre mille anni a non avere per moglie un'appartenente alla precedente cerchia di famiglie.

## Successione
La dinastia imperiale giapponese basa la sua posizione nell'espressione di regno "da tempo immemorabile". È vero che le sue origini risalgono nella notte dei tempi: non esiste una testimonianza che mostri l'esistenza di un imperatore che non sia stato discendente di un altro imperatore ancora precedente. Si sospetta che l'imperatore Keitai, uno dei più antichi antenati nella dinastia, al potere nei primi anni del VI secolo, sia stato un homo novus, benché sia tradizionalmente indicato come un membro distante della dinastia dei suoi predecessori. Secondo le fonti a disposizione, la famiglia a cui dette origine sul trono discende comunque da almeno una principessa imperiale, se non di più, della dinastia dei suoi immediati predecessori. La tradizione costruita su queste leggende ha scelto di riconoscere solo l'antenato maschio putativo come valido per legittimare la successione, senza dare alcun peso ai collegamenti con dette principesse.
La famiglia imperiale giapponese ha sviluppato il suo peculiare sistema di successione ereditaria millenni fa. In passato è stato senza diritto di primogenitura, ha seguito più o meno una successione agnatizia e si è basato maggiormente sulla rotazione.
Oggi, il Giappone usa una stretta primogenitura agnatizia; in altre parole, la pura legge salica. Questo sistema fu ispirato a quello prussiano, da cui il Giappone fu profondamente influenzato negli anni settanta del 1800.
Una stretta primogenitura agnatizia è, comunque, direttamente in contraddizione con molte delle antiche tradizioni giapponesi riguardanti la successione imperiale.
I principi utilizzati e la loro interazione erano apparentemente molto complessi e sofisticati, e portavano spesso a dei risultati imprevisti. Alcuni dei principi cardine apparsi nella successione sono stati:
- Le donne potevano succedere, ma non è mai esistito un figlio il cui padre non fosse un appartenente della casa imperiale, per cui non è mai successo che il figlio di una donna imperiale e di un uomo fuori dalla famiglia imperiale potesse ereditare, e nemmeno che ai figli delle imperatrici fosse impedito di ereditare. Comunque, la successione femminile fu molto più rara di quella maschile.
- L'adozione era possibile ed era molto usata per aumentare il numero di eredi candidati al trono (comunque, il bambino adottato doveva essere un altro membro discendente della casa imperiale.
- Si ricorreva spesso all'abdicazione, tant'è che si contano più casi di abdicazione che di morte sul trono. Questo perché in passato il compito dell'imperatore era prettamente religioso, e comportava talmente tanti rituali ripetitivi che era normale che dopo circa dieci anni di permanenza in carica, il sovrano meritasse di ritirarsi con tutti gli onori riservati agli ex-imperatori.
- La primogenitura non fu usata soprattutto alle origini della dinastia, quando veniva praticato un sistema di successione più simile alla rotazione. Molto spesso un fratello (o una sorella) succedeva all'imperatore anche se questi aveva avuto figli. Il "turno" della generazione successiva veniva di solito dopo che si erano succeduti diversi membri della generazione precedente. La rotazione riguardava due o più rami della famiglia imperiale, per cui cugini più o meno distanti fra loro si succedettero sul trono. L'imperatore Go-Saga decretò perfino un'alternanza ufficiale tra gli eredi dei suoi due figli, che continuò per un paio di secoli (conducendo alla fine alla lotta, probabilmente indotta dallo shogun, tra i due rami, "meridionale" e "settentrionale"). Verso la fine, coloro che si alternavano sul trono era cugini molto distanti se si contavano i gradi di discendenza maschile, ma erano molto stretti se si contavano i gradi di discendenza femminile; questo perché per tutto il periodo vennero celebrati matrimoni all'interno della famiglia imperiale. Negli ultimi cinquecento anni, probabilmente per l'influenza del Confucianesimo, la successione ai figli, anche se non sempre al maggiore, è stata la norma.

Storicamente, la successione al Trono del Crisantemo è sempre passata ai discendenti in linea maschile del lignaggio imperiale. Ciononostante, tra gli oltre cento monarchi che si sono succeduti troviamo anche sette donne.
Più di mille anni fa ha origine la tradizione che vuole l'imperatore ascendere al trono in tenera età. L'età di sei, otto anni era considerata sufficiente per salire al trono. Il raggiungimento della maggiore età non era considerato indispensabile. Per questi motivi, una moltitudine di imperatori giapponesi è salita al trono da bambini. I tipici doveri dell'alto clero erano considerati svolgibili da un bambino che sapesse almeno camminare. Un regno di circa dieci anni era considerato un servizio sufficiente. Essere un bambino era apparentemente una buona qualità per sopportare i tediosi doveri e per tollerare la subordinazione ai potentati politici, oppure per coprire i veri membri potenti della dinastia imperiale. Quasi tutte le imperatrici e dozzine di imperatori abdicavano e vivevano il resto della loro vita in un ritiro dorato, o esercitando la loro influenza dietro le quinte. Molti imperatori abdicavano e si ritiravano quando erano ancora adolescenti. Queste tradizioni si ritrovano nel teatro, nella letteratura, nel folklore e nella cultura giapponese, in cui l'imperatore è descritto o dipinto solitamente come un adolescente.
Prima della restaurazione Meiji, il Giappone ha avuto nove donne tennō, o imperatrici regnanti, tutte figlie della linea maschile della Casa Imperiale. Nessuna salì al trono come moglie o vedova di un imperatore. Le figlie e nipoti imperiali, salivano al trono solitamente come misura di emergenza nel caso in cui non ci fossero maschi adatti o per comporre i conflitti tra i rami della famiglia imperiale. Quasi tutte le imperatrici giapponesi e molti imperatori abdicavano una volta che un maschio adatto veniva considerato abbastanza vecchio per governare (appena dopo la prima infanzia, in qualche caso). Tre imperatrici l'imperatrice Suiko, l'imperatrice Kōgyoku (detta anche imperatrice Saimei) e l'imperatrice Jitō, erano vedove di imperatori deceduti e principesse di sangue imperiale per loro proprio diritto. Una, l'imperatrice Genmei, era la vedova di un principe della corona e principessa di sangue imperiale. Le altre quattro, l'imperatrice Genshō, l'imperatrice Kōken (detta anche imperatrice Shōtoku), l'imperatrice Meishō e l'imperatrice Go-Sakuramachi, erano figlie non sposate di precedenti imperatori. Nessuna di queste imperatrici si sposò o ebbe figli dopo la salita al trono.
L'articolo 2 della Costituzione Meiji del 1889 (la Costituzione dell'Impero del Giappone) recitava, "Il trono imperiale si trasmette ai discendenti imperiali maschi, secondo quanto disposto dalla legge della Casa Imperiale." La legge sulla Casa Imperiale del 1889 fissò la successione per i maschi discendenti della linea imperiale, e escluse specificatamente le discendenti femmine dalla successione. Nel caso della completa estinzione del ramo principale, il trono sarebbe passato al più vicino ramo collaterale, sempre nella linea maschile. Se l'imperatrice non aveva figli, l'imperatore poteva prendere una concubina, il cui figlio sarebbe stato riconosciuto erede al trono. Questa legge, promulgata lo stesso giorno della Costituzione Meiji, godeva del grado gerarchico costituzione.
L'Articolo 2 della Costituzione del Giappone, promulgata nel 1947 sotto l'influenza dell'occupazione americana e ancora in vigore, dispone che "Il Trono Imperiale deve essere dinastico e la sua successione avviene secondo la Legge sulla Casa Imperiale approvata dalla Dieta." La Legge sulla Casa Imperiale del 16 gennaio 1947, approvata dalla novantaduesima e ultima sessione della Dieta Imperiale, mantenne l'esclusione della successione femminile della legge del 1889. Il governo del primo ministro Shigeru Yoshida fece di tutto durante la sua legislatura per conformare la Casa Imperiale con la nuova Costituzione scritta dagli americani che entrò in vigore nel maggio 1947. Nell'intento di controllare l'ampiezza della famiglia imperiale, la legge stabilisce che solo i discendenti maschi legittimi nella linea maschile possono essere considerati pretendenti al trono; che i principi e le principesse imperiali perdono il loro status di membri della Famiglia Imperiale se si sposano fuori dalla Famiglia Imperiale; che gli imperatori e gli altri membri della Famiglia Imperiale non possono adottare bambini. Detta legge inoltre non riconosceva più gli appartenenti agli altri rami della famiglia, ad eccezione di quello discendente da Taisho, come principi imperiali.

### Stato corrente
La successione è ora regolata dalle leggi approvate dalla Dieta nazionale del Giappone. La legge attuale esclude le donne dalla successione, benché in modo molto occasionale delle donne abbiano occupato il trono nei secoli passati. Si è discusso molto sulla modifica di questa legge quando la principessa Masako non ha avuto un figlio. Questo crea vari problemi di ordine politico: qualunque cambiamento della legge potrebbe significare più probabilmente la successione del primo nato invece della successione del primo figlio maschio; in ogni modo, l'imperatore attuale non è il primogenito avendo delle sorelle maggiori.
In modo occasionale, la primogenitura egualitaria ha prevalso in casi storici di successione giapponese: mentre è vero che la maggior parte delle successioni in Giappone è avvenuta da tempo immemorabile a favore dell'erede maschio, anche se non necessariamente il primogenito, in due precedenti (nel 1629 e nel 642) una principessa imperiale è salita al trono a dispetto dei suoi fratelli minori. Nel 1629, la principessa imperiale Okiko salì al trono come imperatrice Meishō, come successore del padre, prima del più giovane fratellastro e di altri maschi. Solo dopo la sua abdicazione 14 anni più tardi, il fratello Tsuguhito (imperatore Go-Komyo) le succedette. In ogni modo, gli eredi di Okiko, non furono mai riconosciuti legittimi eredi del trono.
Fino alla nascita del figlio del principe Akishino, avvenuta il 6 settembre 2006, c'è stata una potenziale crisi di successione in quanto nessun maschio era nato nella famiglia imperiale dal 1965. In seguito alla nascita della principessa Aiko, c'è stato un grande dibattito sulla modifica dell'attuale Legge della Casa Imperiale che permettesse alle donne di succedere al trono. Nel gennaio 2005 il primo ministro Jun'ichirō Koizumi nominò una commissione speciale composta da giudici, professori universitari, e impiegati burocratici per studiare eventuali cambiamenti alla legge della Casa Imperiale da suggerire al governo.
Il 25 ottobre 2005 la commissione espresse la posizione di modifica della Costituzione per permettere alle donne di salire al trono giapponese. Il 20 gennaio 2006, il primo ministro Jun'ichirō Koizumi dedicò parte del suo discorso annuale alla controversia, promettendo di presentare una proposta di legge che permettesse alle donne di salire al trono, in modo da garantire una successione stabile per il futuro. Tuttavia, Koizumi ha rimandato questo progetto poco dopo l'annuncio della terza gravidanza della principessa Akishino. Suo figlio, il principe Hisahito di Akishino, è il secondo nella linea di successione stabilita dalla legge attuale.